# Província de Gènova
La província de Gènova  és una antiga província de la regió de Ligúria dins Itàlia. L'1 de gener de 2015 va ser reemplaçada per la Ciutat metropolitana de Gènova.
Limitava al nord amb el Piemont (província d'Alessandria) i la regió d'Emilia-Romagna (província de Piacenza i la província de Parma), al sud amb el mar Lígur, a l'oest amb la província de Savona i a l'est amb la província de La Spezia.